# Calorifugeur
Le calorifugeur ou la calorifugeuse (également appelé monteur ou monteuse en isolation thermique) est la personne qui calorifuge les lignes de tuyauteries.

## Équipements
Un établi (portable) est le poste de travail habituel pour la taille des tôles a la bonne dimension et à la confection des coudes à onglets (ou coude par éléments).
Ci dessous une liste non exhaustive des principaux outils utilisés:
- outils de façonnages: cisaille de tôlier, une rouleuse à tôle (cf. Roulage), une bordeuse

- outils de mesures:  mètre-ruban

- outils de traçage: règle, feutre ou crayon, équerre
- outils de traçage spécifique au calorifugeur: différents gabarits de traçage de « poissons » (terme du métier pour: développé d'un cylindre pour former une partie d'un coude à onglets)

## Métiers apparentés
- Tuyauteur industriel
- Plombier
- Chaudronnier
- Zingueur

#### France
- Site Rocd@cier: Cours de soudage, chaudronnerie et tuyauterie
- SNCT: Syndicat National de la Chaudronnerie, Tuyauterie, Tôlerie & Maintenance Industrielle